# Der polnische Jude

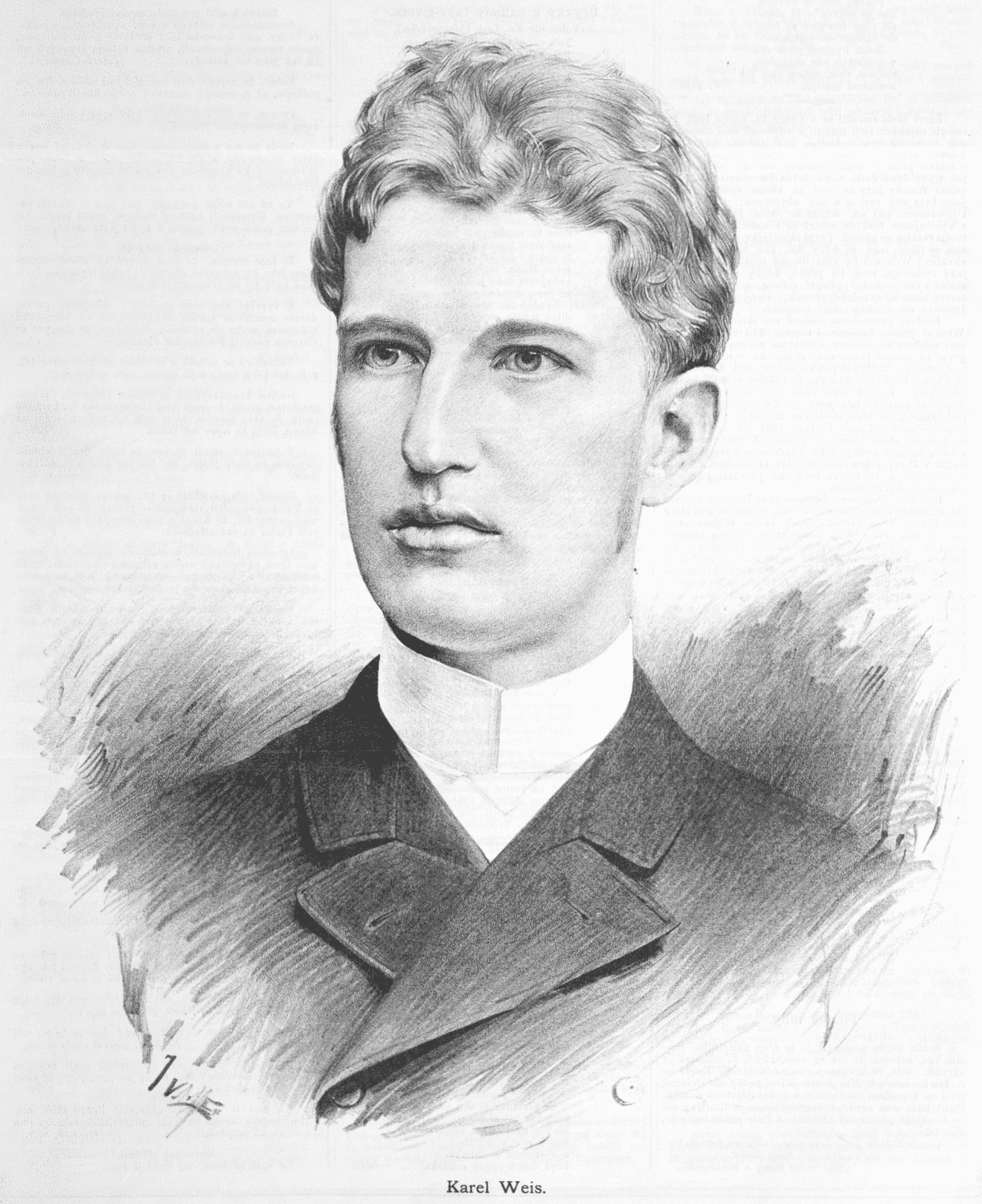
Komponist Karel Weis (1898)

Der polnische Jude ist eine Volksoper in zwei Akten des tschechischen Komponisten Karel Weis. Das Libretto  stammt von Victor Léon und Richard Batka, nach dem gleichnamigen Drama von Erckmann-Chatrian. Ihre Uraufführung erlebte diese Oper am 3. März 1901 am Neuen Deutschen Theater in Prag.

## Handlung
Bürgermeister Mathis will seine Tochter Annette mit Wachtmeister Christian Brehm verheiraten. Beim Verlobungsfest erzählte – zum Unwillen des Brautvaters – Förster Schmitt dem Brautpaar die Geschichte wie der „Polenwinter“ zu seinem Namen gekommen ist.
Vor 15 Jahren (1818) kam während eines schrecklichen Schneesturms mitten in der Nacht ein polnischer Jude in die Gaststube und bat um eine Unterkunft. Am nächsten Morgen reiste der Handelsmann wieder ab. Kurze Zeit später fand man des Juden Pferd verstört herumirren und einen blutgetränkten Kaftan, der augenscheinlich ebenfalls dem Juden gehörte.
Der Mörder ist aber kein Geringerer als der Gastwirt Mathis, der sich damals in Geldnöten befand. Mit der Beute aus diesem Verbrechen begründete er seinen Wohlstand und wurde deshalb einige Jahre später auch zum Bürgermeister gewählt. Niemals stand er im Verdacht, mit dieser Tat etwas zu tun zu haben. Ob seiner Freundlichkeit und seiner guten Taten wegen wird er im Dorf schon immer geschätzt.
Aber sein Gewissen lässt Mathis nicht in Ruhe. Um Mitternacht, zum Höhepunkt der Verlobungsfeier, wiederholt sich die Geschichte: ein polnischer Jude betritt die Gaststube und bittet um eine Unterkunft. Als Bürgermeister Mathis seines Gastes gewahr wird, bricht er ohnmächtig zusammen. Man bringt ihn zu Bett und dort durchleidet er einen Alptraum:
(Der Traum wird auf der halbdunklen Bühne sichtbar)

Mathis steht vor seinem Richter und gesteht nach anfänglichem Leugnen seinen Mord. Er wird zum Tode verurteilt und als der Henker vortritt, um ihn abzuführen, schreit Mathis entsetzt auf. Der Traum verschwindet und Mathis sieht sich schweißgebadet in seinem Bett sitzen.
Anscheinend hat ihn niemand schreien hören. Er sinkt ins Bett zurück und als ihn seine Angehörigen am nächsten Morgen holen wollen, finden sie ihn – vom Schlag getroffen – tot im Bett liegen.

## Aufführungen
Die Prager Uraufführung leitete Leo Blech. Es sangen Erich Hunold (Mathis), Lina Carmasini (Katharina), Martha Blech-Frank (Annette), Eugen Guszalewicz (Brehm), Josef Pauli (Frank) und Alexander Haydter (Schmitt).
Die deutsche Erstaufführung fand am 7.  September 1901 an der Hofoper Dresden statt. Es folgten Leipzig (Neues Theater, September 1901), Zürich (Stadttheater, Oktober 1901), Hamburg (Stadt-Theater, November 1901), Amsterdam (1902, in Holländisch), Berlin (Kroll-Oper, Juni 1902), Budapest (1902, in Ungarisch), Wien (Theater an der Wien, 1902), Warschau (1906, in Polnisch), Ljubljana (1906, in Slowenisch), Prag (Theater auf den königlichen Weinbergen, November 1907 als Polský žid), Riga (1907) und New York (Metropolitan Opera, März 1921 als The Polish Jew).
Bereits ein Jahr vor der Uraufführung, am 11. April 1900, brachte Camille Erlanger als Bearbeitung desselben Dramas seine Oper Le juif polonais auf die Bühne der Pariser Opéra-Comique; das dazugehörige Libretto verfassten Henri Cain und Pierre-Barthélemy Gheusi.